# الغابة المحرمة
الغابة المحرمة (بالرومانية: Noaptea de Sânziene) ((بالفرنسية: Forêt interdite)) هي رواية للكاتب الروماني ميرتشا إلياده نشرت عام 1955.

## القصة
تدور أحداث القصة بين عامي 1936 و 1948 في بوخارست والعديد من المدن الأوروبية الأخرى، وتتبع رجلًا رومانيًا يخوض مهمة روحية بينما كان ممزقًا بين امرأتين. كتبت الرواية بين عامي 1949 و 1954. وتحتوي على العديد من العناصر والموضوعات التي تظهر أيضًا في الأعمال العلمية للمؤلف، مثل طقوس البدء والتقسيم بين الزمن المقدس والمدنس.
يعيش ستيفان فيزيرو في بوخارست ويعمل موظفا في الحكومة الروماينة. ويعيش مع زوجته إيوانا ولديه عشيقته إليانا التي التقى بها في احتفال منتصف الصيف. وستيفان ممزق بين عاطفته لكلتا المرأتين وهو في نفس الوقت في سعي روحي. فهو يرغب في اكتشاف زمن مقدس يقف بمعزل عن الزمن التاريخي والتطورات المدمرة في أوروبا المعاصرة. يصادق ستيفان العديد من الأشخاص الذين يؤثرون عليه. يقول مدرس الفلسفة إن ستيفان يبحث عن جنة طفولته. وعندما يحاول ستيفان توفير ملجأ لعضو من الحرس الحديدي، يتم اعتقاله ووضعه في معسكر اعتقال ويفقد وظيفته مؤقتًا. وتنخرط إليانا في علاقة عاطفية مع ضابط يموت في حادث سيارة، وبعد ذلك تغادر بوخارست.
تموت إيوانا زوجة ستيفان وابنهما في تفجيرات بوخارست عام 1944. ويدرك ستيفان أنه يحب إليانا وينطلق للعثور عليها. فيسافر في جميع أنحاء أوروبا ويخوض الكثير من البحث. في النهاية وجدها عشية منتصف الصيف عام 1948 في غابة في فرنسا. وأثناء مغادرتهم الغابة معًا يقُتلوا في حادث سيارة.

## النشر
تم نشر الرواية لأول مرة من قبل دار نشر «غاليمار» الفرنسية Éditions Gallimard في عام 1955 بترجمة فرنسية قام بها ألان غييرمو. ونشرت النسخة الرومانية الأصلية عام 1971.  ونشرت ترجمة إنجليزية قام بها كل من ماك لينسكوت ريكيتس وماري بارك ستيفنسون في عام 1978 من خلال مطبعة جامعة نوتردام.

## الاستقبال
إلياد نفسه اعتبر الغابة المحرمة أفضل أعماله.  لقيت القليل من الصدى من العالم الأكاديمي عند نشرها لأول مرة، على الرغم من أن البروفيسور السويدي ستيغ فيكاندر كتب مراجعة إيجابية في إحدى الصحف.
حصلت الرواية على جائزة «الرائع والخيالي» Fantastic and Fantasy لأفضل رواية في مؤتمر «يوروكون» Eurocon في عام 1978 في بروكسل.